# Federação Venezuelana de Voleibol
A Federação Venezuelana de Voleibol  (em espanholː Federación Venezolana de Voleibol,FVVB) é  uma organização fundada em 1951, que governa a pratica de voleibol na Venezuela, sendo membro da Federação Internacional de Voleibol, a entidade é responsável por  organizar  os campeonatos nacionais de  voleibol, masculino e feminino no país.